# Licens
Licens, som betyder tilladelse eller bevilling, bruges i mange sammenhænge.
For at opnå licens kan der være krav om betaling af et engangsbeløb og/eller en løbende betaling, for at opnå licens kan der også være krav om at bestå en prøve eller licensen kan løbe en tidsbegrænset periode. En licens kan også være fri (gratis) - eller forudsætte at brugeren køber en øl til software-producenten (beerware).
Eksempler:
- Medielicens – om dansk tv-/radio-/medielicens
- Radioamatør Licens − Tilladelse til at sende radiosignaler, på begrænsede vilkår
- Spillerlicens − for at udøve nogle sportsgrene som professionel (mod betaling)
- Licens (ophavsret) – herunder fri licens - ofte i forbindelse med brug af software
  - Softwarelicens
- Licens (geotermi) – tilladelsen til indvinding af geotermisk energi
- Licensproduktion – fremstilling af et produkt (som regel motorkøretøjer og våben) med tilladelse fra den egentlige fabrikant